# Nephtys mirocirris
Nephtys mirocirris är en ringmaskart som beskrevs av Fauchald 1965. Nephtys mirocirris ingår i släktet Nephtys och familjen Nephtyidae. Inga underarter finns listade i Catalogue of Life.